# Vámosatya
Vámosatya is een plaats (község) en gemeente in het Hongaarse comitaat Szabolcs-Szatmár-Bereg. Vámosatya telt 586 inwoners (2001).